# Ferdinand Cordemann
Ferdinand Cordemann (1790 – nach 1804) war ein deutscher Sänger.

## Leben
Über Cordemann, Sohn des Schauspielers Friedrich Cordemann ist wenig bekannt. Er debütierte bereits 1804 in Weimar. Von dort ging er 1804 mit seinem Vater ab, da Johann Wolfgang von Goethe, damals Theaterleiter, des Vaters Vertrag wegen dessen Benehmens und überhöhten Gagenforderungen nicht verlängert wurde. Sein weiteres Leben ist unbekannt.